# Seznam vládců jménem František
Toto je seznam panovníků, též vládců či biskupů jménem František (německy Franz, maďarsky Ferenc, italsky Francesco atd.)

## František
- 1618–1620; František Pomořanský, vévoda pomořanský
- 1800–1806; František Sasko-Kobursko-Saalfeldský, vévoda sasko-kobursko-saalfeldský

### František I.
- 1442–1450; František I. Bretaňský, vévoda z Bretaně
- 1450–1466; František I. Sforza, vévoda milánský
- 1515–1547; František I. Francouzský, král Francie
- 1543–1581; František I. Sasko-Lauenburský, vévoda sasko-lauenburský
- 1544–1545; František I. Lotrinský, vévoda lotrinský
- 1550–1563; František Lotrinský z Guise, vévoda Lotrinský z Guise
- 1574–1587; František I. Medicejský, vévoda toskánský
- 1644–1658; František I. z Este, vévoda z Modeny
- 1645–1676; František I. Rákóczi, uherský šlechtic
- 1694–1727; František I. Parmský, vévoda z Parmy
- 1745–1765; císař František I. Štěpán Lotrinský
- 1804–1835; František I. Rakouský, 1792–1806 jako císař František II. Svaté říše římské
- 1775–1806; František I. z Erbachu, hrabě z Erbachu
- 1825–1830; František I. Neapolsko-Sicilský, král obojí Sicílie
- 1929–1938; František I. z Lichtenštejna, kníže lichtenštejnský

### František II.
- 1458–1488; František II. Bretaňský, vévoda z Bretaně
- 1521–1535; František II. Maria Sforza, vévoda milánský
- 1559–1560; František II. Francouzský, král Francie
- 1581–1619; František II. Sasko-Lauenburský, vévoda sasko-lauenburský
- 1624–1632; František II. Lotrinský, vévoda Lotrinský
- 1662–1694; František II. z Este, vévoda z Modeny
- 1671–1675; František II. Lotrinský z Guise, vévoda Lotrinský z Guise
- 1703–1711; František II. Rákóczi, kníže sedmihradský
- 1768–1835; František II., císař Svaté říše římské (do roku 1806)
- 1859–1860; František II. Neapolsko-Sicilský, král obojí Sicílie

### František III. /...
- 1737–1780; František III. z Este, vévoda z Modeny
- 1814–1846; František IV. Modenský, vévoda z Modeny
- 1846–1859; František V. Modenský, vévoda z Modeny

- František III. Lotrinský je jméno císaře Františka I. Štěpána

## František...
- František Albrecht Sasko-Lauenburský, vévoda sasko-lauenburský (1632)
- František Kryštof Frankopan (1643–1671), markrabě istrijský
- František Antonín Hohenzollernský, hrabě z Hohenzollern–Haigerloch
- František Gyulai, hrabě a místokrál Lombardie (1859)
- František Josef I. z Lichtenštejna, kníže lichtenštejnský (1772–1781)
- František Josef II. z Lichtenštejna, kníže lichtenštejnský (1938–1989)
- František Josef I., císař Rakouska-Uherska (1848–1916)
- František Josiáš Sasko-Kobursko-Saalfeldský, vévoda sasko-kobursko-saalfeldský (1735–1764)
- František z Batthyány z Németújváru, chorvatský bán (1497–1566)
- František Frankopan Slunjski, chorvatský bán (1567–1573)
- František Leopold z Nádasdy, chorvatský bán (1756–1783)
- František Esterházy z Galanty, chorvatský bán (1783–1785), jeho zástupcem byl František de Paula Széchényi
- František Baláž z Gyarmatu, chorvatský bán (1785–1790)
- František (Franjo) baron Vlašić/Vlassics, chorvatský bán (1832–1840)
- František hrabě Haller de Hallerkeö, chorvatský bán (1842–1845)

## ...František
- Mikuláš František Lotrinský (1842–1845), lotrinský vévoda

## Církevní hodnostáři
- Jan František Frankopan (asi 1490–1543), arcibiskup kaločský a biskup jágerský pod jménem Byl vyslancem uherského krále Jana Zápolského.
- František Brunšvicko-Wolfenbüttelský (1492–1529), biskup z Mindenu
- František Vilém z Wartenbergu (1593–1661), kníže–biskup z Osnabrücku
- František z Lodronu (1614–1652), biskup gurský
- František Jiří ze Schönbornu, kurfiřt a arcibiskup trevírský (1729–1756)
- František Ludvík z Falcko-Neuburský, mohučský arcibiskup a kurfiřt (1729–1732)
- František Karel Eusebius z Waldburg–Trauchburgu (1701–1772), kníže–biskup z Chiemsee
- papež František (1936–2025), papež římskokatolické církve